# Championnat de Jordanie de football 1989
Navigation
Saison précédente Saison suivante
La saison 1989 du Championnat de Jordanie de football est la quarante-et-unième édition du championnat de première division en Jordanie. La compétition est disputée sous forme de poule unique où les dix meilleurs clubs du pays s'affrontent deux fois au cours de la saison, à domicile et à l'extérieur. En fin de saison, les deux derniers du classement sont relégués et remplacés par les deux meilleurs clubs de deuxième division.
C'est le club d'Al-Faisaly Club, tenant du titre, qui remporte à nouveau la compétition après avoir terminé en tête du classement final, avec deux points d'avance sur Al Ramtha SC et six sur Al-Ahli Amman. C'est le vingt-deuxième titre de champion de Jordanie de l'histoire du club, qui réussit même le doublé en s'imposant en finale de la Coupe de Jordanie face à Al Ramtha.

## Les clubs participants
| - Al Deffatain - Al Ramtha SC - Al Hussein Irbid - Al-Ahli Amman - Al Buqa'a - Promu de D2 | - Al Jazira Amman - Al-Faisaly Club - Al Nasr Amman - Promu de D2 - Al Sahab - Al-Qadisiya SC |

## Compétition

### Classement
Le barème utilisé pour établir le classement est le suivant :
- Victoire : 2 points
- Match nul : 1 point
- Défaite : 0 point

| Rang | Équipe              | Pts | J  | G  | N | P  | Bp | Bc | Diff |
| ---- | ------------------- | --- | -- | -- | - | -- | -- | -- | ---- |
| 1    | Al-Faisaly Club'T'C | 30  | 18 | 13 | 4 | 1  | 32 | 8  | +24  |
| 2    | Al Ramtha SC        | 28  | 18 | 13 | 2 | 3  | 31 | 12 | +19  |
| 3    | Al-Ahli Amman       | 24  | 18 | 9  | 6 | 3  | 18 | 10 | +8   |
| 4    | Al Hussein Irbid    | 19  | 18 | 7  | 5 | 6  | 31 | 19 | +12  |
| 5    | Al Deffatain        | 18  | 18 | 6  | 6 | 6  | 20 | 15 | +5   |
| 6    | Al Jazira Amman     | 17  | 18 | 5  | 7 | 6  | 14 | 26 | -12  |
| 7    | Al-Qadisiya SC      | 15  | 18 | 5  | 5 | 8  | 17 | 24 | -7   |
| 8    | Al Buqa'aP          | 13  | 18 | 4  | 5 | 9  | 19 | 29 | -10  |
| 9    | Al Sahab            | 10  | 18 | 3  | 4 | 11 | 18 | 34 | -16  |
| 10   | Al Nasr AmmanP      | 6   | 18 | 1  | 4 | 13 | 9  | 32 | -23  |

|  | Qualification pour la Coupe d'Asie des clubs champions 1990-1991                         |
|  | Qualification pour la Coupe des Coupes 1990-1991                                         |
|  | Relégation directe en deuxième division                                                  |
|  | T : Tenant du titre C : Vainqueur de la Coupe de Jordanie P : Promu de deuxième division |

### Matchs
| Résultats (▼dom., ►ext.) | Fay | Wah | Ram | Ahl | Jaz | Hus | Qad | Buq | Nas | Sah |
| Al Faisaly Club          |     | 1-0 | 0-0 | 0-0 | 3-1 | 1-0 | 1-0 | 4-0 | 2-1 | 5-1 |
| Al Deffatain             | 0-1 |     | 1-2 | 1-2 | 3-0 | 2-2 | 1-0 | 1-2 | 1-0 | 0-1 |
| Al-Ramtha SC             | 1-0 | 0-0 |     | 1-0 | 5-1 | 2-1 | 0-1 | 2-1 | 1-0 | 2-0 |
| Al-Ahli Amman            | 0-0 | 1-1 | 1-0 |     | 0-1 | 0-4 | 1-1 | 3-1 | 2-0 | 1-0 |
| Al Jazira Amman          | 0-3 | 1-1 | 2-1 | 0-0 |     | 1-0 | 3-1 | 1-0 | 1-1 | 1-1 |
| Al Hussein Irbid         | 2-2 | 0-1 | 0-2 | 0-2 | 5-0 |     | 2-0 | 1-1 | 1-0 | 1-0 |
| Al Qadisiya SC           | 0-3 | 1-2 | 0-2 | 0-0 | 1-0 | 1-1 |     | 1-2 | 1-1 | 4-3 |
| Al Buqa'a                | 1-2 | 0-0 | 2-4 | 0-2 | 1-1 | 2-2 | 0-2 |     | 2-0 | 0-1 |
| Al Nasr Amman            | 0-2 | 0-4 | 0-3 | 0-2 | 0-0 | 1-4 | 1-1 | 0-2 |     | 4-2 |
| Al Sahab                 | 1-2 | 1-1 | 2-3 | 0-1 | 0-0 | 1-5 | 1-2 | 2-2 | 1-0 |     |

## Bilan de la saison
| Championnat de Jordanie de football 1989   |                             |
| Champion                                   | Al-Faisaly Club (22e titre) |
| Coupes et trophées                         |                             |
| Vainqueur de la Coupe de Jordanie 1989     | Al-Faisaly Club             |
| Qualifications continentales               |                             |
| Coupe d'Asie des clubs champions 1990-1991 | Al-Ramtha SC                |
| Coupe des Coupes 1990-1991                 | Al-Faisaly Club             |
| Promotions et relégations                  |                             |
| Promus en première division                | Al Arabi Irbid              |
| Promus en première division                | Ain Karem SC                |
| Relégués en deuxième division              | Al Sahab                    |
| Relégués en deuxième division              | Al Nasr Amman               |